# 도시나가촌
도시나가촌(利永村)은 일본 가고시마현 이부스키군에 설치되었던 촌이다. 현재의 이부스키시의 일부에 해당한다.